# Liste der Landeswasserstraßen in Schleswig-Holstein
Die Liste der Landeswasserstraßen nennt alle Wasserstraßen, deren Last das Bundesland zu tragen hat. Grundlage ist in der Regel das jeweilige Landeswassergesetz.

## Strecken
| Wasserstraße | von                           | bis        | Beschränkungen |
| --- | ----------------------------- | ---------- | -------------- |
| Untere Schwentine | Stauanlage der Holsatia-Mühle | Ostsee     |                |
| Untere Trave | Wesenberger Brücke            | Kanaltrave |                |
| Untere Treene mit Wester- und Ostersielzug, deren Verbindungskanälen Mittelburggraben und Fürstenburggraben, Binnenhafen, Vorhafen zwischen der Schleuse und der Eider sowie die Zuleiter von der Spülschleuse und von dort zur Eider | Straßenbrücke Holzkate        | Eider      |                |
| Wilsterau (Sielwettern) mit Stadtarm von der Schweinsbrücke bis zur Einmündung in die Wilsterau | Schöpfwerk Vaalermoor         | Stör       |                |